# آی‌ان‌اس کولیش (پی۶۳)
آی‌ان‌اس کولیش (پی۶۳) (به انگلیسی: INS Kulish (P63)) یک کشتی است که طول آن ۹۱٫۱ متر (۲۹۹ فوت) می‌باشد. این کشتی در سال ۱۹۹۷ ساخته شد.